# Ilusões Perdidas
Ilusões Perdidas fue la primera telenovela transmitida por Rede Globo. transmitida en 26 de abril de 1965, creada por Enia Petri a las 19h30pm.

## Producción
Las grabaciones de la primera telenovela producida por Rede Globo, comenzaron el 11 de enero de 1965 y finalizaron el 26 de marzo de 1965 con un total de 56 episodios.